# The Birds of Australia
The Birds of Australia (deutsch Die Vögel Australiens) ist ein Werk von John Gould, das in sieben Bänden im Folioformat mit einer Höhe von 57 cm zwischen 1840 und 1848 veröffentlicht wurde, mit einem Supplement, das zwischen 1851 und 1869 erschien. Es war die erste Gesamtbetrachtung der Vögel von Australien und beinhaltete Beschreibungen von 681 Arten. 328 von ihnen waren der wissenschaftlichen Fachwelt neu und wurden erstmals von Gould beschrieben.

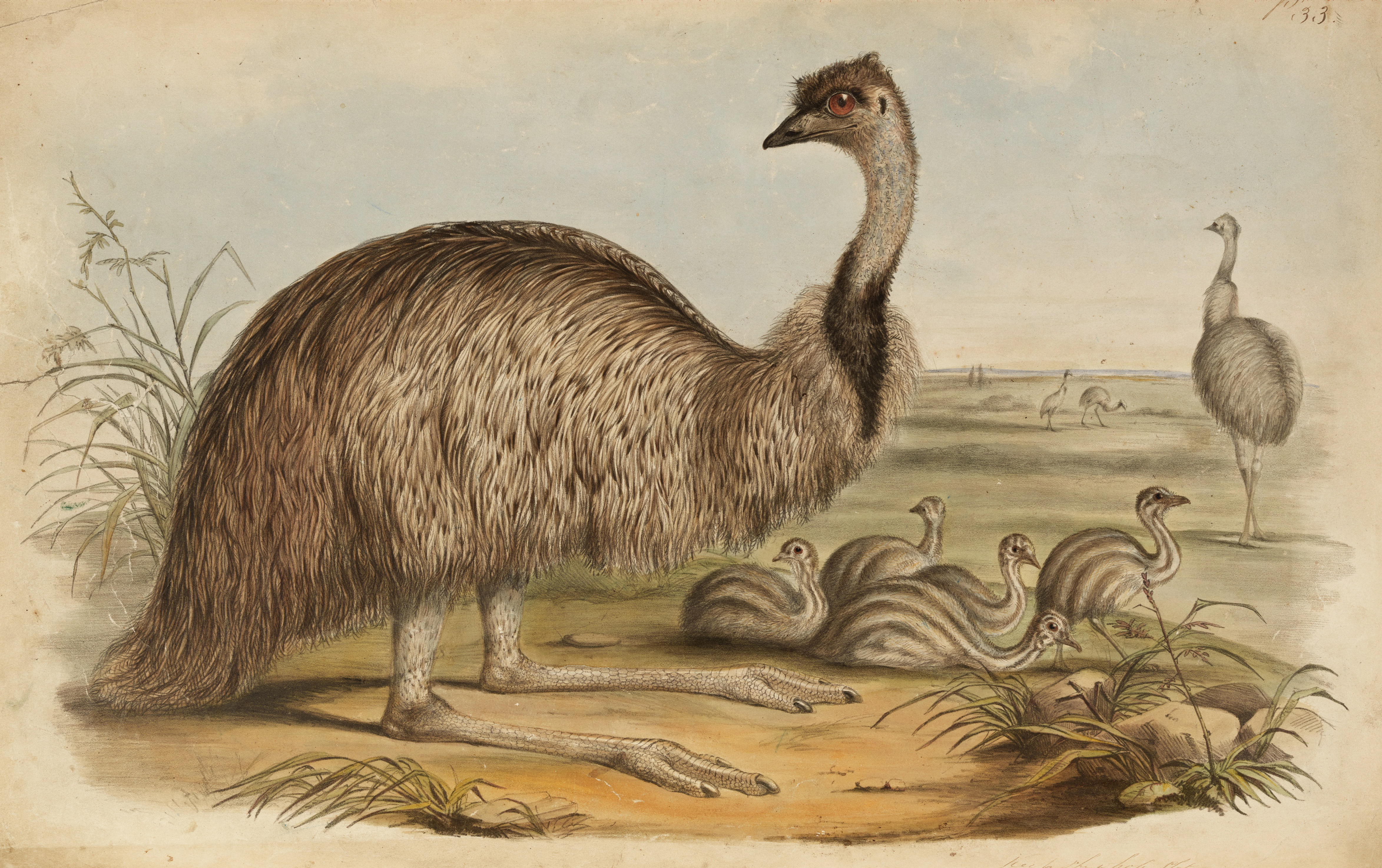
Der Große Emu aus The Birds of Australia.

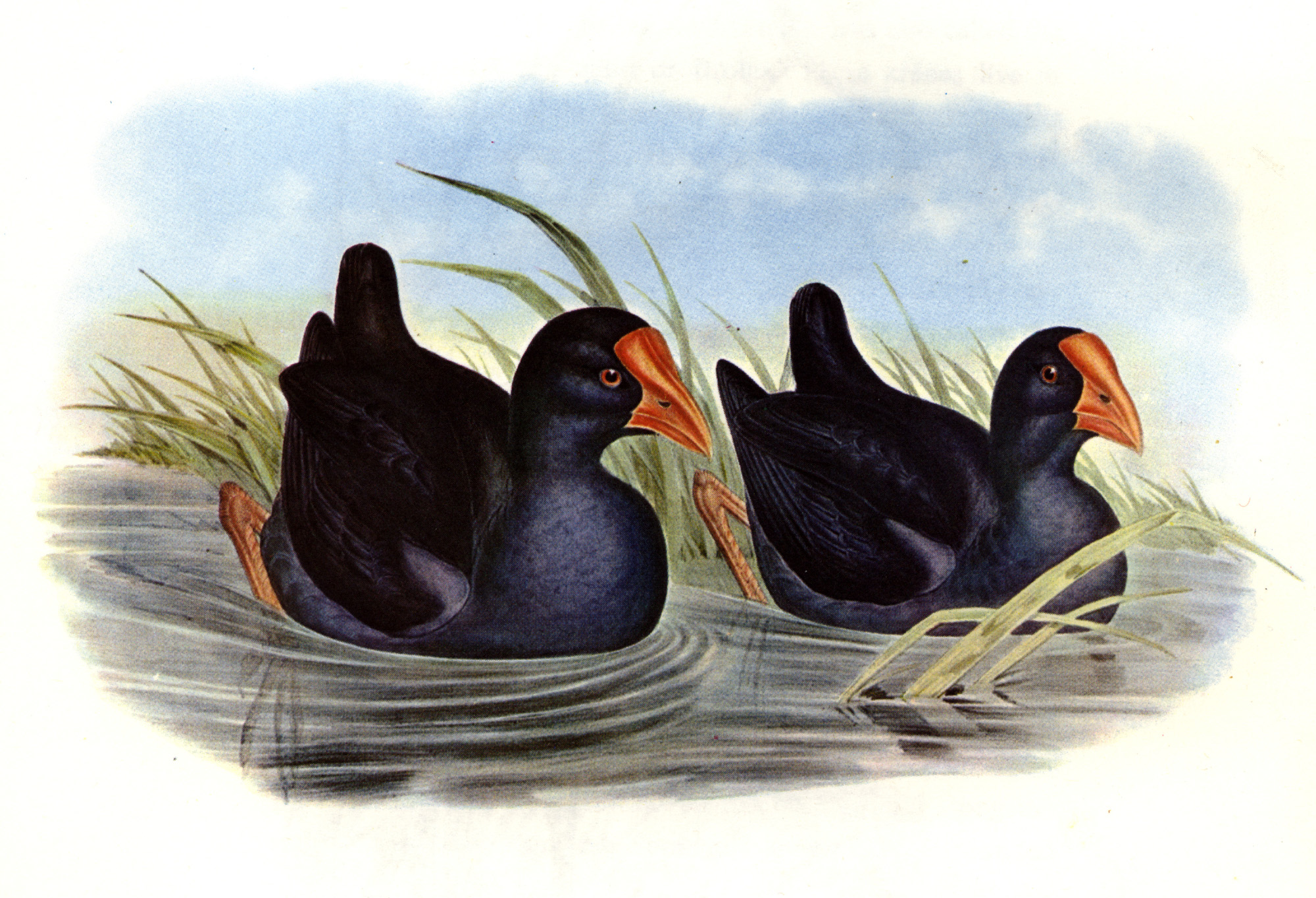
Das Purpurhuhn aus The Birds of Australia.

Gould und seine Frau Elizabeth reisten im Mai 1838 zusammen mit ihrem ältesten Kind Henry, dem Sammler John Gilbert, einem Neffen und zwei Bediensteten von England nach Hobart (Australien), wo sie im September ankamen, um das Buch vorzubereiten. Ihre beiden jüngsten Kinder blieben bei Elizabeths Mutter. Die Goulds verbrachten etwas weniger als zwei Jahre damit, Exemplare für das Buch zu sammeln. John reiste weit und erstellte teure Sammlungen von australischen Vögeln (insgesamt 800 Exemplare, Nester sowie Eier von mehr als 70 Vogelarten und die Skelette aller Grundformen) und von 70 Vierfüßern. Er machte sich zu den einzelnen Arten und deren Habitaten Notizen und entdeckte zufälligerweise den Wellensittich auf zweierlei Weise, einerseits als Hauptmahlzeit (er war bekannt dafür, zahlreiche von ihnen gegessen zu haben) und andererseits als Haustier (er brachte mehrere Paare 1840 zurück nach England mit, wo sie sehr beliebt wurden). Elizabeth, die einige seiner früheren Werke illustriert hatte, machte hunderte von Zeichnungen von Exemplaren für die Publikation in The Birds of Australia.
Die Platten des Buches wurden mittels Lithografie hergestellt. Elizabeth fertigte 84 Platten an, bevor sie 1841 starb. Von Edward Lear und Benjamin Waterhouse Hawkins stammte je eine Platte. Die verbleibenden 595 Platten wurden von Henry Constantine Richter (1821–1902) nach Elizabeths Zeichnungen hergestellt und unter seinem Namen veröffentlicht. Die Platten wurden von der Firma Hullmandel and Walton gedruckt und die Handkolorierung wurde im Atelier von Gabriel Bayfield ausgeführt.
250 Exemplare des siebenbändigen Werkes wurden gedruckt. Abonnenten des Werkes mussten über acht Jahre (18 für das Supplement) warten, bevor sie die sieben Bände binden konnten. Ein komplettes Exemplar der Original-Bände wurde 1996 bei einer Auktion von Christie’s in Melbourne für mehr als 350.000 AUD versteigert. Von den 250 Werken werden heute 175 dieser Sätze in Institutionen aufbewahrt, die restlichen 75 Sätze befinden sich in Privatbesitz oder wurden aufgelöst und als Einzeldrucke verkauft.